# Utterholmsklackarna
Utterholmsklackarna är öar i Finland. De ligger i Skärgårdshavet och i kommunen Pargas i landskapet Egentliga Finland, i den sydvästra delen av landet. Öarna ligger omkring 30 kilometer söder om Åbo och omkring 150 kilometer väster om Helsingfors.
Arean för den av öarna koordinaterna pekar på är 0,5 hektar och dess största längd är 130 meter i öst-västlig riktning. Närmaste större samhälle är Väståboland, 14,6 km nordost om Utterholmsklackarna.